# Västertorp
Västertorp est un quartier de la banlieue sud de Stockholm, situé dans le district de Hägersten-Liljeholmen.

## Histoire
Le premier plan d'aménagement urbain est défini en 1947, et les travaux de construction commencent en 1949. Västertorp est le premier quartier de Stockholm à être équipé de passerelles piétonnes. La plupart des rues sont nommées en hommage à des champions de sport d'hiver.
Västertorp abrite la plus grande collection de sculptures en plein air de Stockholm. C'est Fritz H Eriksson, directeur du groupe de construction Olsson & Rosenlund, qui est à l'origine de cette initiative. Une vingtaine d'œuvres sont exposées dans le centre commercial, dont la  plus connue est sans doute Le bonhomme à la chèvre (Gubben med geten) de Allan Runefelt, située près de l'entrée. Parmi les œuvres exposées on remarque aussi Cathédrale (Katedral) de Arne Jones, Forme intérieure/extérieure (Internal/external form) de Henry Moore et une horloge murale de Endre Nemes, Zodiaque (Zodiak).
L'école de Västertorp abrite elle aussi deux créations artistiques originales. Dans le préau, on trouve une mosaïque de Otte Sköld, intitulée Histoire du vent (Vindens saga), et dans les escaliers, une fresque de Vera Nilsson, Histoire du soleil et de la tempête (Sagan om solen och stormen). Dans le centre commerçant de Västertorp, le bâtiment principal, les logements pour infirmières et la maison de retraite ont été construits à la fin des années 1950 sur des plans de l'architecte Nils Sterner.

## Station de métro
La station de métro Västertorp est située sur la ligne rouge du métro de Stockholm, entre les stations Hägerstensåsen et Fruängen. La distance depuis la station de Slussen est de 7,4 kilomètres. La station a ouvert le 5 avril 1964. Auparavant, et depuis 1952, les voies étaient utilisées par les lignes 14 et 17 du tramway.
La station de Västertorp est la deuxième station la plus élevée du métro de Stockholm, avec une altitude de 46,5 mètres.
Les quais sont situés en surface. L'entrée se fait soit au sud, au numéro 81 de la rue Västertorpsvägen, soit au nord, au numéro 9 de la rue Störtloppsvägen. Depuis 1982, la station abrite une œuvre de l'artiste Jörgen Fogelquist inspirée de l'expédition polaire de S. A. Andrée.

## Galerie

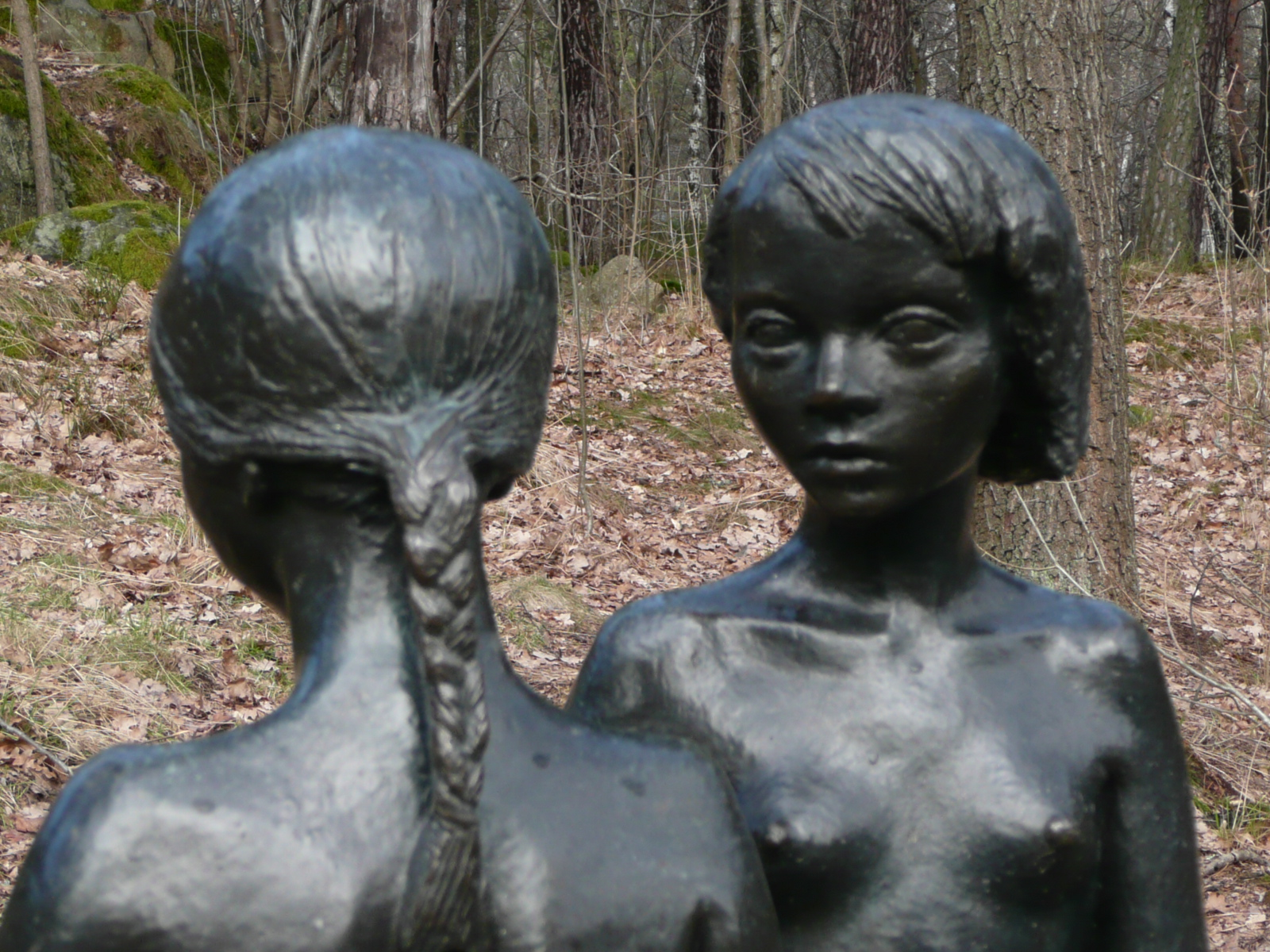
Les sœurs (Systrarna), sculpture de Nils Blomberg.
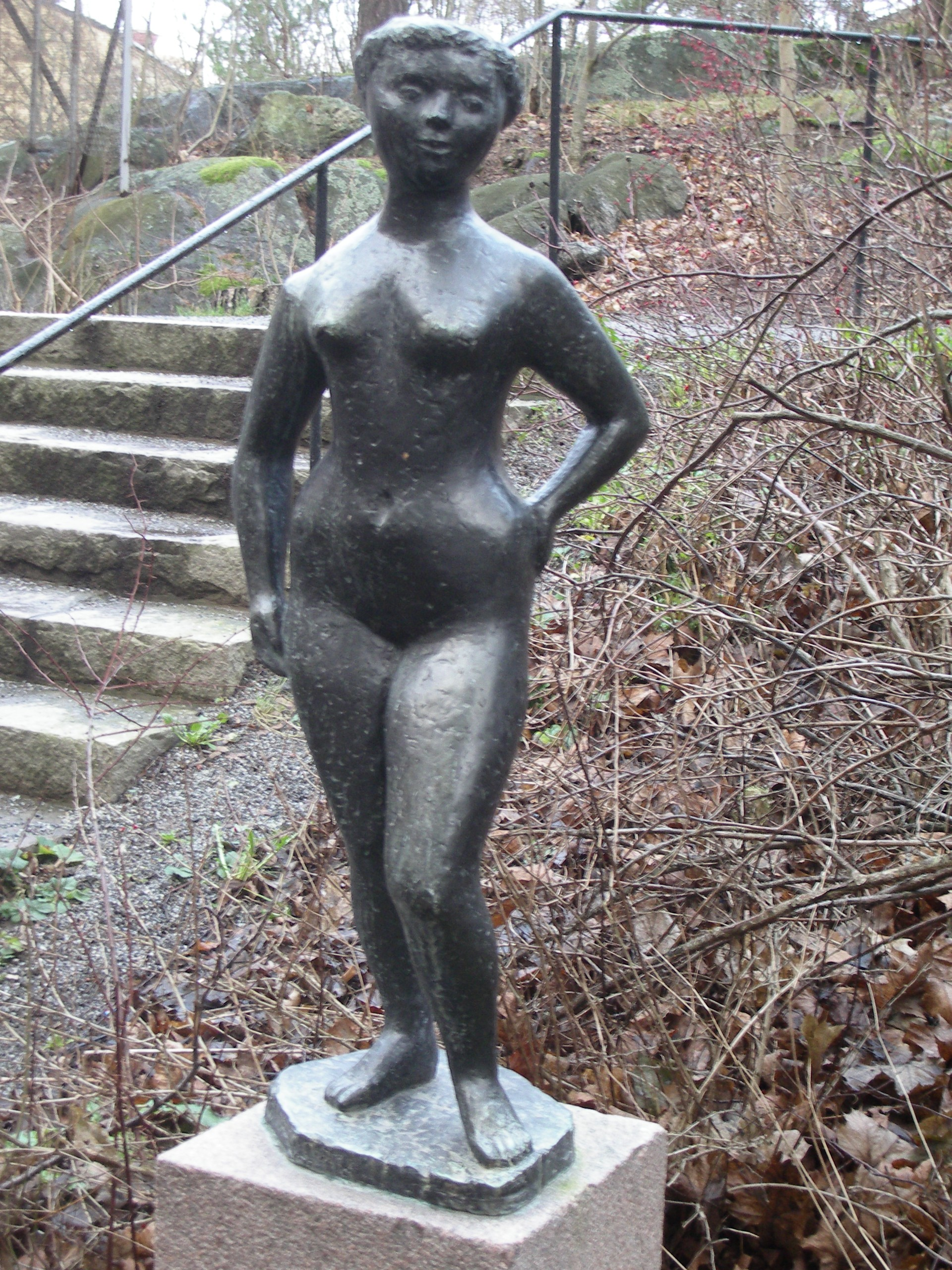
Petite femme, sculpture de Palle Pernevi.
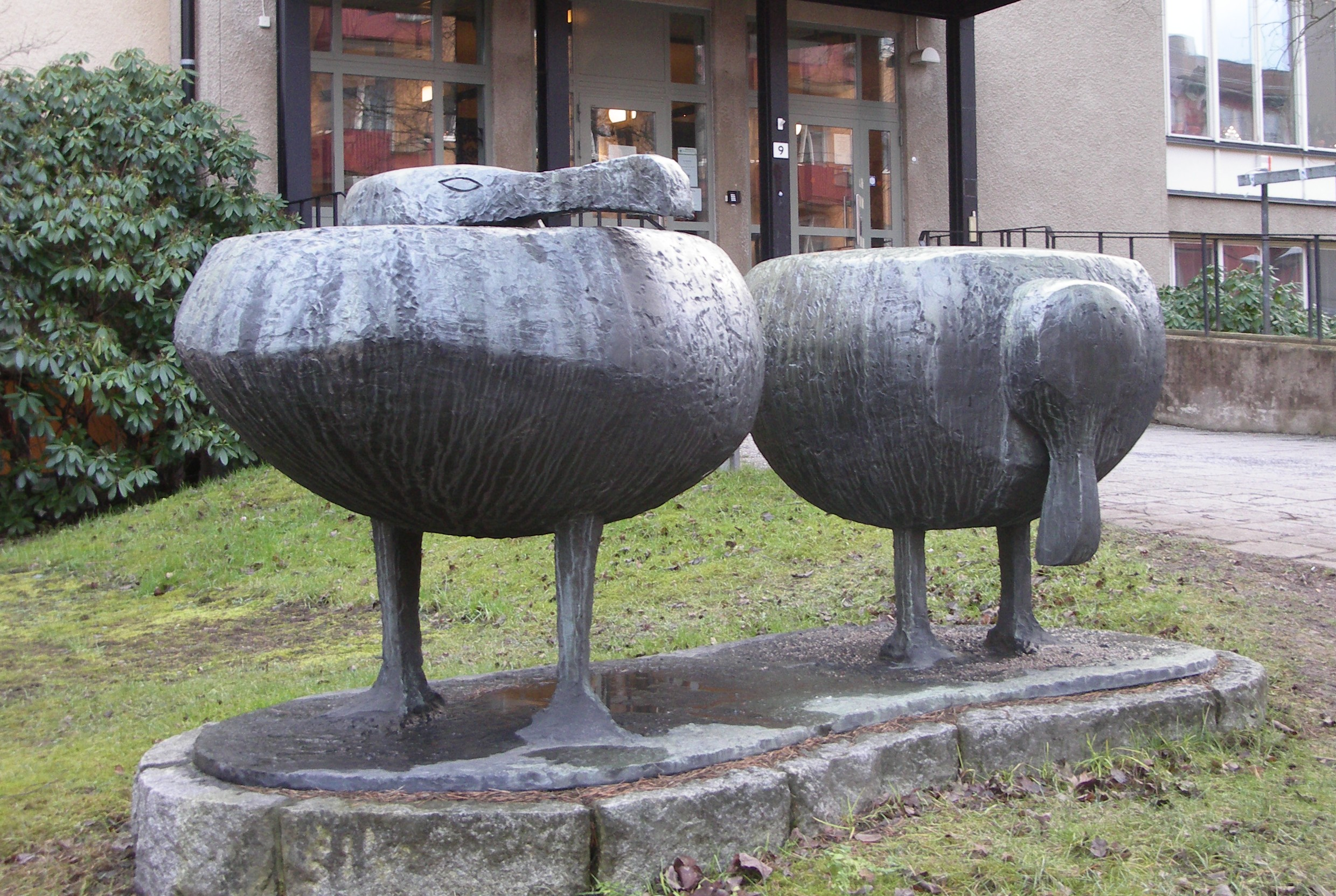
Vingkontroll, sculpture de Karl-Gunnar Lindahl.
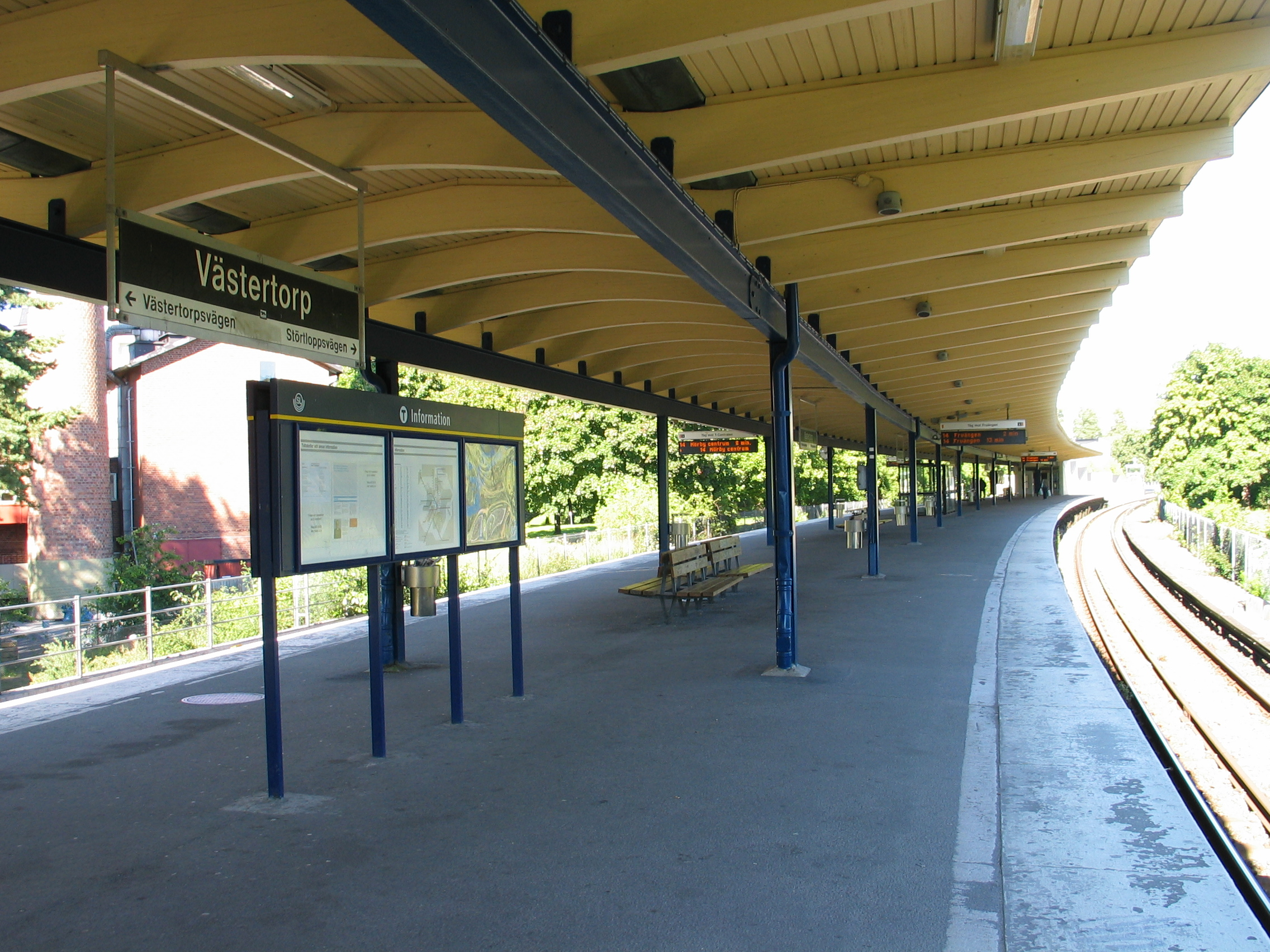
Les quais du métro.